# Love Graduation
「Love Graduation」（らぶぐらでゅえーしょん）は、椎名へきるの18枚目のシングル。2001年1月11日、ソニー・ミュージックエンタテインメントより発売。

## 収録曲
1. Love Graduation
  - 作詞・作曲：望月衛、編曲：明石昌夫
  - TBS『ランク王国』オープニングテーマ
  - アルバム『PRECIOUS GARDEN』にも収録
2. 星の涙を
  - 作詞：UCO、作曲：椎名へきる、編曲：明石昌夫
3. Love Graduation (backtracks)
4. 星の涙を (backtracks)